# Zespół Pieśni i Tańca „Legnica”
Zespół Pieśni i Tańca "Legnica" powstał w 1975 roku przy Wojewódzkim Domu Kultury, z inicjatywy Wiktora Ringa, który był zarazem pierwszym choreografem zespołu. W momencie utworzenia zespół składał się z trzech sekcji: baletu, chóru i orkiestry, której role pełniła Legnicka Orkiestra Symfoniczna. Jej - szef Eugeniusz Wiśniewski objął funkcję kierownika artystycznego o muzycznego zespołu. W 1976 roku pracę z grupą baletową rozpoczęli Maria Chrzanowska i Waldemar Branicki, specjaliści od tańca ludowego. Stronę wokalną zespołu opracował Ryszard Rydz.

Od roku 1990 opiekunem zespołu "Legnica" zostały Polskie Koleje Państwowe Oddział w Legnicy, a od maja 1994 r. Mecenat nad zespołem przejęło miasto Legnica, umiejscawiając zespół w Legnickim Centrum Kultury, w którym działa do dziś. 

Z grupą dziecięca i młodzieżowa przez 34 lata pracowała pani Maria Chrzanowskiej.Grupę najstarszą stanowiącą osoby pracujące i studiujące prowadził Krzysztof Kobylak.
Od grudnia 2011 zespół prowadzony jest przez choreografów Elżbietę Andrusieczko-Tor, Annę Ziembę oraz muzycznie i wokalnie Kamil Zemła. W jej skład zespołu wchodzą uczniowie  szkół podstawowych, gimnazjów, szkół średnich i studenci z Legnicy i okolic.
Zespół Pieśni i Tańca "Legnica" wraz z dziesięcioosobową kapelą muzyczną liczy 100 osób.Na repertuar zespołu składają się głównie regionalne suity : górnośląska, wielkopolska zach., lubelska, Góralu od Żywca, rzeszowska, kurpiowska, tańce z okolic Legnicy, oraz tańce narodowe: mazur, krakowiak, polonez, oberek.  

## Występy zespołu
Zespół Pieśni i Tańca "Legnica" występował m.in. we Francji, Holandii, Danii, Bułgarii, Niemczech, Rumunii, Izraela, ZSRR, Czechosłowacji, Czechach, Turcji, Gruzji, Kurdystanie. W 2014 roku zespół zdobył certyfikat CIOFF Polska
W ciągu minionych lat zespół dał ok. 800 koncertów, a poza granice kraju wyjeżdżał ok. 40 razy.